# Linkin Park і друзі: Свято життя в пам'ять про Честера Беннінгтона
Linkin Park і друзі: Свято життя в пам'ять про Честера Беннінгтона (англ. Linkin Park and Friends: Celebrate Life in Honor of Chester Bennington) — це триб'ют концерт американського рок-гурту Linkin Park, який пройшов 27 жовтня 2017 у амфітеатрі Hollywood Bowl, Лос-Анджелес. Концерт був організований, щоб вшанувати пам'ять колишнього вокаліста гурту Честера Беннінгтона, який вчинив самогубство 20 липня 2017. Це був останній живий концерт до їхнього об'єднання у 2024, а також це був останній виступ для барабанщика Роберта Бурбона, який не приєднався до гурту після возз'єднання.

## Список композицій
Список композицій, які було виконано на концерті:
1. «Robot Boy» / «The Messenger» / «Iridescent» (попурі)
2. «Roads Untraveled»
3. «Numb» (інструментальна версія у живому відео та зі співом аудиторії на концерті)
4. «Shadow of the Day» / «With or Without You» (переспів U2, за участю Раяна Кі з Yellowcard)
5. «Leave Out All the Rest» (за участю Гевіна Россдейла[en] з Bush)
6. «Somewhere I Belong» (за участю Такахіро Моріуті[en] з One Ok Rock)
7. «Castle of Glass» (за участю Тоні Кенела, Тома Дюмонта і Едріана Янга з No Doubt та Аланіс Моріссетт)
8. «Rest» (нова пісня, виконана Аланіс Моріссетт та Майклом Ферреллом без участі гурту)
9. «Nobody Can Save Me» (за участю Стіва МакКеллера з Civil Twilight та Джонатана Гріна)
10. «Battle Symphony» (за участю Джонатана Гріна)
11. «Sharp Edges» (за участю Іслі Джубер[en])
12. «Talking to Myself» (розширена версія з фрагментами «All Along the Watchtower» Боба Ділана, за участю Іслі Джубер)
13. «Heavy» (за участю Джулії Майклз та Kiiara)
14. «One More Light»
15. «Looking for an Answer» (дебют нової пісні наживо у виконанні Майка Шиноди)
16. «Waiting for the End» (вступ розширений уривками з «Until It Breaks» і розширене закінчення; за участю Стіва МакКеллера з Civil Twilight та Сідні Серота з Echosmith)
17. «Crawling» (за участю Олівера Сайкса з Bring Me the Horizon та Zedd)
18. «Papercut» (за участю Machine Gun Kelly)
19. «One Step Closer» (за участю Райана Шака і Аміра Дерака з Dead By Sunrise та Джонатана Девіса з Korn)
20. «A Place for My Head» (за участю Джеремі МакКіннона[en] з A Day to Remember)
21. «Rebellion» (за участю Дарона Малакяна і Шаво Одадж'яна з System of a Down та Френка Зуммо з Sum 41)
22. «The Catalyst» (скорочено; за участю Дерика Віблі та Френка Зуммо з Sum 41)
23. «I Miss You» (пісня Blink-182 у їх власному виконанні)
24. «What I've Done» (за участю Марка Гоппуса, Тревіса Баркера та Мета Скіба з Blink-182)
25. «In the End» (разом з аудиторією)

Encore
1. «Iridescent» (скорочена версія; за участю Джонатана Гріна)
2. «New Divide» (скорочена версія з 2014, використано запис відео та аудіо з вокалом Честера Беннінгтона з виступу гурту у Hollywood Bowl у 2014)
3. «A Light That Never Comes» (за участю Френка Зуммо з Sum 41, Стіва Ейокі та Бібі Рекси)
4. «Burn It Down» (за участю М. Шадоуса з Avenged Sevenfold)
5. «Faint» (розширений вступ; за участю М. Шадоуса та Сіністера Гейтса з Avenged Sevenfold)
6. «Bleed It Out» / «The Messenger» (попурі; перша частина «Bleed It Out» переходить у вступ «The Messenger»; всі запрошені гості виступають разом; студійний запис співу Честера Беннінгтона звучить у частині «Bleed It Out»)